# 第22飛行隊 (航空自衛隊)
第22飛行隊（だい22ひこうたい、JASDF 22nd Fighter Training Squadron）は、かつて航空自衛隊飛行教育集団第4航空団隷下にあった飛行訓練部隊。1978年（昭和53年）に松島基地で新編され、2001年（平成13年）に閉隊されるまでT-2による戦闘機操縦課程の教育を行っていた。

## 概要
第22飛行隊は、航空自衛隊2番目のT-2訓練飛行隊として1978年（昭和53年）4月5日に松島基地の第4航空団隷下で新編された。
第22飛行隊での教育課程は当初、基本操縦課程終了後に行われる60時間の戦闘操縦（CT）課程を担当していたが、1986年（昭和61年）9月30日から戦闘操縦基礎（CBT）課程と戦闘操縦（CT）課程を統合した100時間の戦闘操縦（FT）課程を開始し、翌1987年（昭和62年）4月17日からはF-15課程に進む学生への40時間のF-15準備（FTA）課程を開始した。
1996年（平成08年）からT-2の用途廃止機が出始め、航空自衛隊の飛行教育課程の再編により第22飛行隊は2001年（平成13年）3月27日に閉隊し、23年の歴史に幕を下ろした。閉隊時点で総フライト数約145,000時間、無事故飛行60,093.8時間を達成し、養成した学生は746名に上った。
第22飛行隊の部隊マークは当初、第4航空団によって制定された緑と黄色の松葉マークだったが、1986年（昭和61年）に「4」の字をデザインしたマークに変更された。このマークは、同じ松島基地に所在する第21飛行隊と識別するため、白縁に赤色で描かれていた。

## 沿革
- 1978年（昭和53年）4月5日 - 松島基地にて第4航空団隷下に第22飛行隊編成[2]。
- 1979年（昭和54年）1月8日 - 無事故飛行5,000時間達成[2]。

8月24日 - 無事故飛行10,000時間達成。
- 1983年（昭和58年）4月1日 - 戦闘操縦（FT）課程教育試行[2]。

10月18日 - F-15準備（FTA）課程教育試行。
- 1984年（昭和59年）1月4日 - 無事故飛行20,000時間達成[2]。
- 1985年（昭和60年）6月27日 - 無事故飛行30,000時間達成[2]。
- 1986年（昭和61年）9月30日 - FT課程教育開始[2]。

11月21日 - 無事故飛行40,000時間達成。
- 1987年（昭和62年）4月17日 - FTA課程教育開始[2]。

5月28日 - 戦闘操縦（CT）課程教育終了。
- 1988年（昭和63年）3月7日 - T-2最終号機受領[2]。

1990年（平成02年）1月26日 - T-4受領。
- 1994年（平成06年）3月16日 - T-33Aラストフライト[2]。

4月1日 FTA課程教育終了。
5月31日 - T-2飛行時間100,000時間達成。
- 1996年（平成08年）7月4日 - T-2用途廃止開始[2]。
- 1998年（平成10年）4月3日 - 部隊創設20周年記念式典を実施[4]。

10月5日 - 無事故飛行50,000時間達成。
- 2001年（平成13年）3月16日 - T-2ラストフライト。無事故飛行60,093.8時間達成[2]。

3月27日 - 第22飛行隊閉隊。

## 歴代運用機
- 練習機
  - T-2（1978年～2001年）

- 連絡機
  - T-33A（1978年～1994年）
  - T-4（1990年～2001年）